# Список військових окупацій Латвії
Северенна держава Латвія час від часу окупувалася військовими силами інших держав. Військові окупації Латвії включали:
- Хрестовий похід у Лівонії (XIII століття)
- Радянська окупація Латвії в 1940 році
- Окупація Латвії нацистською Німеччиною (1941–1945)
- Повторна окупація Латвії в 1944 році
- Латвійська РСР (21 липня 1940 - 21 серпня 1991)